# Toro Rosso STR6
Toro Rosso STR6 byl vůz Formule 1 vyvinutý týmem Scuderia Toro Rosso pro sezónu 2011. Jednalo se o druhé auto, které si tým postavil zcela sám po zavedení předpisů, které zakazovaly použití „zákaznického šasi“, šasi vyvinutého jedním týmem a zakoupené jiným (před sezónou 2010 Toro Rosso používalo zákaznické šasi od týmu Red Bull Racing). Vůz Toro Rosso STR6 byl také vůbec prvním vozem Formule 1 z Faenzy, který používal pneumatiky Pirelli od sezóny 1990, ve které je používal vůz Minardi M190.

## Shrnutí sezóny
V sezóně 2011 vůz řídili jezdci Sébastien Buemi a Jaime Alguersuari, přičemž testovací jezdec Daniel Ricciardo měl jedinečnou možnost řídit vůz v prvním tréninku závodního víkendu ve všech dvaceti závodech sezóny (Ricciardo podepsal smlouvu s týmem Hispania Racing jako náhrada za Naraina Karthikeyana od 9. závodu sezóny ve Velké Británii ). Vůz byl představen 1. února na okruhu Ricardo Tormo ve Valencii.

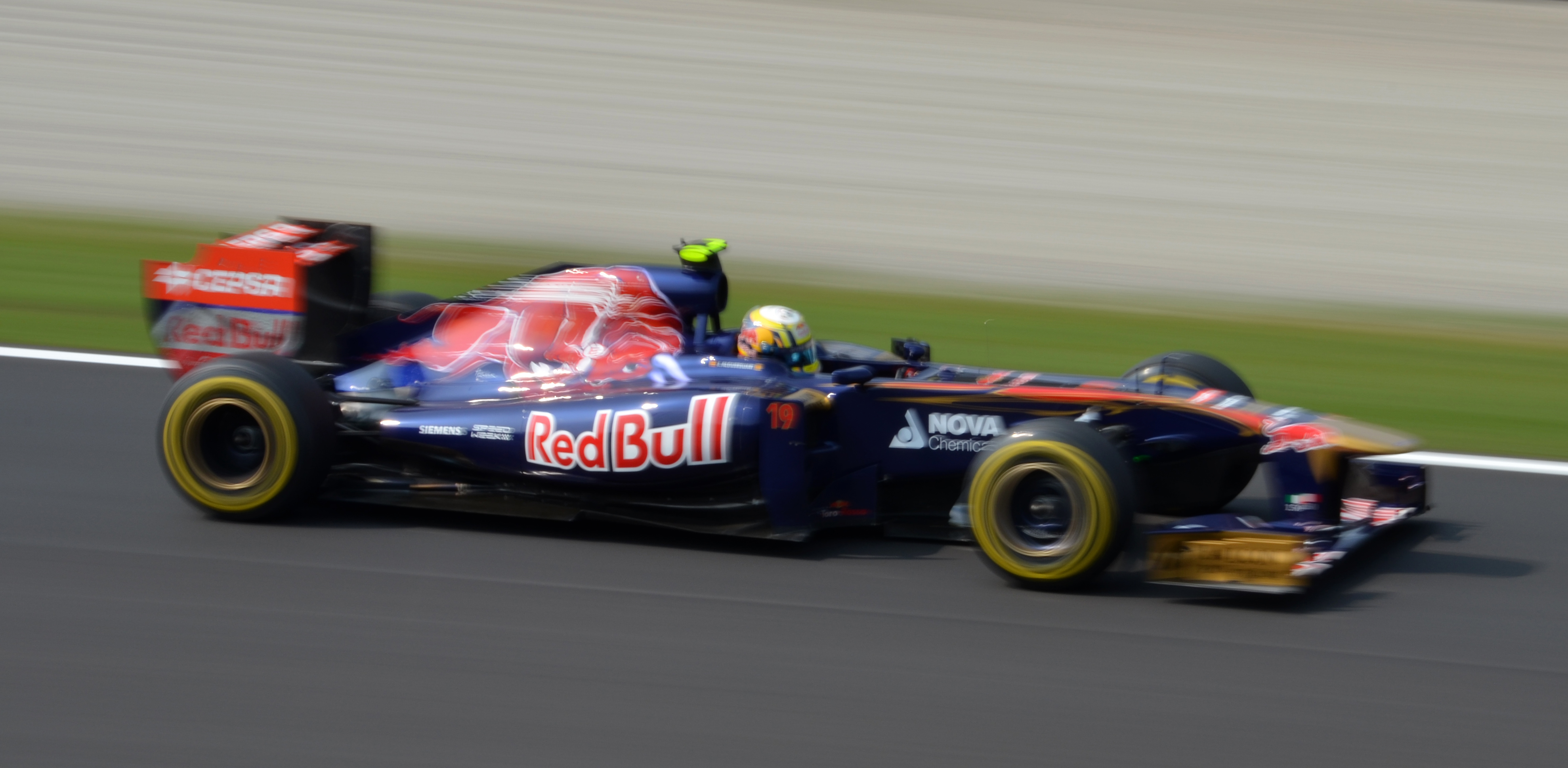
Jaime Alguersuari během Grand Prix Itálie 2011.

Vůz Toro Rosso STR6 byl poháněn motorem Ferrari, stejným motorem, který poháněl tovární Ferrari. Alguersuari zaznamenal s vozem nejlepší kvalifikační pozici a to 6. místo při Grand Prix Belgie a také zaznamenal nejlepší umístění vozu s dvojicí sedmých míst při Grand Prix Itálie a Grand Prix Koreje. Buemi a Alguersuari dohromady v roce 2011 nasbírali 41 bodů, což tým dostalo na 8. místo v poháru konstruktérů. Buemi získal 15 bodů a mezi jezdci skončil na 15. místě, zatímco Alguersuari získal 26 bodů a skončil na 14. místě.

## Kompletní výsledky ve Formuli 1
| Legenda k tabulce | Legenda k tabulce                                                                       |
| Barva             | Výsledek                                                                                |
| ----------------- | --------------------------------------------------------------------------------------- |
| Zlatá             | Vítěz                                                                                   |
| Stříbrná          | 2. místo                                                                                |
| Bronzová          | 3. místo                                                                                |
| Zelená            | Bodované umístění                                                                       |
| Modrá             | Nebodované umístění                                                                     |
| Modrá             | Dokončil neklasifikován (NC)                                                            |
| Fialová           | Odstoupil (Ret)                                                                         |
| Červená           | Nekvalifikoval se (DNQ)                                                                 |
| Červená           | Nepředkvalifikoval se (DNPQ)                                                            |
| Černá             | Diskvalifikován (DSQ)                                                                   |
| Bílá              | Nestartoval (DNS)                                                                       |
| Bílá              | Závod zrušen (C)                                                                        |
| Světle modrá      | Pouze trénoval (PO)                                                                     |
| Světle modrá      | Páteční testovací jezdec (TD)                                                           |
| Bez barvy         | Netrénoval (DNP)                                                                        |
| Bez barvy         | Vyřazen (EX)                                                                            |
| Bez barvy         | Nepřijel (DNA)                                                                          |
| Bez barvy         | Odvolal účast (WD)                                                                      |
| Bez barvy         | Nezúčastnil se (prázdné)                                                                |
| Označení          | Význam                                                                                  |
| Tučnost           | Pole position                                                                           |
| Kurzíva           | Nejrychlejší kolo                                                                       |
| †                 | Jezdec nedojel do cíle, ale byl klasifikován, protože odjel více než 90 % délky závodu. |
| ‡                 | Byl udělován poloviční počet bodů, protože bylo odjeto méně než 75 % délky závodu.      |
| Horní index       | Umístění bodujících jezdců ve sprintu                                                   |

| Rok  | Tým                 | Motor          | Pneumatiky | Jezdci            | 1   | 2   | 3   | 4   | 5   | 6   | 7   | 8   | 9   | 10  | 11  | 12  | 13  | 14  | 15  | 16  | 17  | 18  | 19  | Body | Umístění |
| ---- | ------------------- | -------------- | ---------- | ----------------- | --- | --- | --- | --- | --- | --- | --- | --- | --- | --- | --- | --- | --- | --- | --- | --- | --- | --- | --- | ---- | -------- |
| 2011 | Scuderia Toro Rosso | Ferrari 056 V8 | P          |                   | AUS | MAL | CHN | TUR | ESP | MON | CAN | EUR | GBR | GER | HUN | BEL | ITA | SIN | JPN | KOR | IND | ABU | BRA | 41   | 8. místo |
| 2011 | Scuderia Toro Rosso | Ferrari 056 V8 | P          | Sébastien Buemi   | 8   | 13  | 14  | 9   | 14  | 10  | 10  | 13  | Ret | 15  | 8   | Ret | 10  | 12  | Ret | 9   | Ret | Ret | 12  | 41   | 8. místo |
| 2011 | Scuderia Toro Rosso | Ferrari 056 V8 | P          | Jaime Alguersuari | 11  | 14  | Ret | 16  | 16  | Ret | 8   | 8   | 10  | 12  | 10  | Ret | 7   | 21† | 15  | 7   | 8   | 15  | 11  | 41   | 8. místo |